# Рибачок Олег Вікторович
Оле́г Ві́кторович Рибачо́к (29 травня 1978 — 13 червня 2015) — військовослужбовець, солдат Збройних сил України. Загинув під час російсько-української війни.

## Короткий життєпис
14 серпня 2014-го мобілізований, пройшов підготовку у 184-му навчальному центрі, по тому вирушив до зони бойових дій. Номер обслуги 54-ї окремої механізованої бригади. Олега мобілізували разом із братом-близнюком, котрий помер у навчальному центрі.
13 червня 2015-го загинув неподалік від села Троїцьке Попаснянського району — у лісосмузі на розтяжці підірвався, помер від поранень.
Без Олега лишилися батьки.
20 червня 2015-го похований в Понінці.

## Нагороди
- 25 листопада 2016 року, — за мужність, самовідданість і високий професіоналізм, виявлені у захисті державного суверенітету та територіальної цілісності України, вірність військовій присязі, — нагороджений орденом «За мужність» III ступеня (посмертно)[1].